# Uroplectes ansiedippenaarae
Espèce
Uroplectes ansiedippenaarae est une espèce de scorpions de la famille des Buthidae.

## Distribution
Cette espèce est endémique d'Afrique du Sud. Elle se rencontre au Cap-du-Nord vers Calvinia et Sutherland et au Cap-Occidental vers Vanrhynsdorp.

## Description
Le mâle holotype mesure 18,9 mm et la femelle paratype 17,3 mm, les mâles mesurent de 16,2 à 19,4 mm.

## Étymologie
Cette espèce est nommée en l'honneur d'Ansie S. Dippenaar-Schoeman.

## Publication originale
- Prendini, 2015 : « A remarkably small species of Uroplectes Peters, 1861 (Scorpiones: Buthidae), endemic to the Succulent Karoo of South Africa. » African Invertebrates, vol. 56, no 2, p. 499-513.